# 보트니아만 (북)

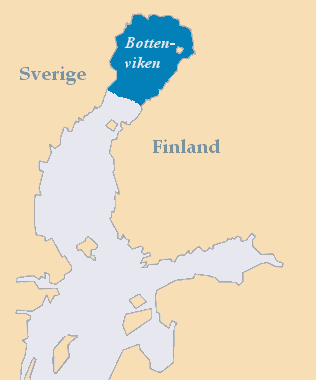
크바르켄의 위치

보트니아만(스웨덴어: Bottenviken, 핀란드어: Perämeri)은 보트니아만의 최북단 지역으로, 발트해의 북쪽 부분에도 해당된다. 만을 감싸고 있는 땅은 빙하기 빙하의 무게가 제거된 후에도 여전히 융기하고 있으며, 크바르켄 남쪽으로 연결되는 만의 깊이는 대부분 20미터(66피트) 미만이므로 2,000년 내에 만은 커다란 담수호가 될 것이다. 오늘날 만은 여러 개의 큰 강으로 흘러들어가며 상대적으로 조수의 영향을 받지 않아 염분도가 낮다. 발트해의 다른 지역에 비해 이곳에는 식물이나 동물이 거의 없다.